# Carl Ludwig von Berlepsch
Carl Ludwig von Berlepsch (* 5. Januar 1791 auf Schloss Berlepsch; † 26. Januar 1848 ebenda) war ein deutscher Landrat und Mitglied der Kurhessischen Ständeversammlung.

## Leben

### Familie
Carl Ludwig von Berlepsch entstammte dem Adelsgeschlecht derer von Berlepsch. Er war der Sohn des Verwaltungsbeamten und Publizisten Friedrich Ludwig von Berlepsch (1749–1818) aus dessen zweiter Ehe mit Anna Dorothea Helene geb. Siever (1767–1811). 1813 heiratete er Henriette von und zu Gilsa (1796–1862), Tochter des Carl Ludwig Philipp von Gilsa und der Elisabeth geb. von Buttlar, mit der er sieben Kinder hatte: 
- Marie Caroline (1814–1842), ⚭ Wilhelm Claus von Linsingen
- Emma (1815–1877)
- Emilie Charlotte (1817–1857), ⚭ Ernst August von Werlhof
- Karl Friedrich (1821–1893)
- Bertha (1822–1896), ⚭ Karl von Oertzen
- Luise Albertine (1825–1881), ⚭ Heinrich von Oertzen
- Sophie (1826–1869), ⚭ Gustav von Quistorp

### Wirken
1816 wurde Karl zum Landrat des Landkreises Langensalza (Regierungsbezirk Erfurt, Provinz Sachsen) ernannt. In diesem Amt blieb er bis zum Jahr 1834. 1836 erhielt er ein Mandat für die Kurhessische Ständeversammlung, die nach den Unruhen der Jahre 1830/1831 konstituiert wurde und die Landstände der Landgrafschaft Hessen ablöste, die formal weiter bestanden, aber faktisch keine Bedeutung mehr hatten. Berlepsch übte sein Mandat als regierungsfreundlicher Vertreter des Titular-Landgrafen Karl II. von Hessen-Philippsthal aus und blieb bis zum Jahre 1838 im Amt.